# Емилио Салгари
Емѝлио Салгàри (на италиански: Emilio Salgari), роден Емилио Карло Джузепе Мария Салгари (Emilio Carlo Giuseppe Maria Salgari), е италиански писател на исторически и приключенски романи.
Изключително плодовит автор, той е запомнен преди всичко като автор на приключенските саги от Индо-малайския цикъл (или Цикъла на малайските пирати с най-известния му герой Сандокан) и на Антилските корсари (с главен герой Черният корсар). Той също така пише исторически романи, като „Картаген в пламъци“, и различни фантастични истории, като „Чудесата на 2000-те г.“, в които си представя тогавашното общество след век – научен роман, предшественик на научната фантастика в Италия. Много от творбите му имат филмови и телевизионни адаптации.
Популярността му се доказва и от голямото разпространение на апокрифи: над сто произведения, публикувани под неговото име, всъщност са написани от други романисти. Въпреки шумния успех и огромните тиражи през целия си живот Салгари изпитва финансови затруднения.
Въпреки че е автор на художествена приключенска литература, Салгари е сред малкото писатели на такава тематика, чиито произведения са цензурирани от Главлит. Причината за тоталитарната цензура на Салгари се основава на факта, че през 1908 г. е направен филмов сценарий по романа му „Картаген в пламъци“, на който епичен едноименен тричасов филм сценарист е Габриеле Д'Анунцио.

## Биография

### Начални години
Роден е в град Верона на 21 август 1862 г. в заможно семейство. Майка му е венецианката Луиджа Градара (1830 – 1887), а баща му е от района на Верона – Луиджи Салгари (1826 – 1889), търговец на платове при Порта Борсари във Верона. Кръстен е на 7 септември в църквата „Сант Еуфемия“. Израства във Валполичела, в Община Неграр, по-точно в подселището ѝ Томениге ди Сото, след което се мести в сегашното Ка Салгари. Има брат Паоло и сестра Клотилда (1865 – 1898), към които е привързан и с които живее във Верона след смъртта на родителите им.
От 1878 г. учи в Кралския технически и морски институт „Паоло Сарпи“ във Венеция, но не успява да стане морски капитан, както би желал. Изоставяйки обучението си във втори курс през 1881 г., той се завръща във Верона, за да започне да се занимава с журналистика. 

### Дебют
Вдъхновен от приключенските разкази на Алфред Асолан, Луи Бусенар,  Майн Рид и от историческите и дори измислени книги на ориенталиста Луи Жаколио, Салгари дебютира като писател във вестникарски приложения. Първата му публикувана творба е разказът „Папуаси“ (1883), написан на 20-годишна възраст в четири части, който се появява в миланския седмичник „Валиджа“ под инициалите С.Е. Още в училище той пише първия си разказ и пише на издателя, че вече има няколко истории в духа на Жул Верн, Гюстав Емар и Джеймс Фенимор Купър.

Между 15 септември и 12 октомври 1883 г. той публикува на части във веронския вестник „Нуова Арена“ романа „Тай-Си“ (по-късно препубликуван в том под заглавието „Розата на Донг-Гианг“ през 1897 г.). След това в същия вестник излиза романът „Тигърът на Малайзия“ (препубликуван като „Тигрите на Момпрацем“), който се радва на значителен успех, но от който няма значителна икономическа възвръщаемост, последван от „Фаворитката на Махди“ (1883-1884), написан осем години по-рано. Също през 1883 г. Салгари става редактор на самия вестник. Развива интензивна дейност под псевдонимите „Амиралядор“ и „Емилиус“. Две години по-късно става редактор на в. „Арена“. На 25 септември 1885 г. дори предизвиква колега от конкурентния вестник „Адидже“ на дуел. След 1887 г. окончателно решава да се посвети на литературата. Автор е на повече от двеста романа и разкази.
През 1887 г. умира майка му, а на 27 ноември 1889 г. се самоубива баща му, който, вярвайки, че е болен от неизлечима болест, се хвърля от прозореца. На 30 януари 1892 г., Салгари се жени за Ида Перуци (1866 – 1922), по прякор „Аида“, театрална актриса. След раждането на най-голямата им дъщеря Фатима (1893 – 1914) сем. Салгари решават да се преместят в Пиемонт, където писателят е подписал договор с изд. „Спейрани“. Първоначално се установяват в град Ивреа през 1894 г., след което живеят в къща на пл. „Пинели“ в град Куорне и впоследствие отиват в близкото село Алпете. Още три деца са родени през този период: Надир (1896 – 1936), Ромеро (1899 – 1931) и Омар (1901 – 1963). Към края на 1897 г. издателят „Антон Донат“, с когото той започва да си сътрудничи, го убеждава да се премести в Генуа и семейството се установява в Каза Ребора в квартал „Сампиердарена“. По време на престоя си там той пише „Черният корсар“, публикуван през 1898 г. и смятан за неговият шедьовър. В Генуа той се сприятелява и с Джузепе Гарути, известен още като Пипейн Гамба, който е един от първите илюстратори на неговите творби.

### Живот в Торино
През 1900 г., подтикнат от изд. „Спейрани“, Салгари се мести за постоянно в Торино със семейството си, на бул. „Казале“, първо на номер 298, а след това на 205. Оттук той може лесно да стига до Централната градска библиотека с трамвай, където намира карти и разкази за екзотични пътувания, които формират основата и вдъхновението за неговите истории. Между 1892 и 1898 г. публикува около тридесет творби, от които 16 само в тригодишния период 1894-1896 г. Сред тях, отново с изд. „Спейрани“, са „Съкровището на президента на Парагвай“, „Морските истории на магистър Катраме“, „Кралят на планината“, „През Атлантика с балон“ и „Корабокрушенците на Орегон“. Причината за цялата тази работа са дълговете, които Салгари продължава да трупа. През 1896 г. писателят подписва друг договор с генуезкото изд. „Донат“, а през 1906 г. също с флорентинското „Бемпорад“.
На 3 април 1897 г., по предложение на кралицата на Италия Маргарита Савойска, Салгари е удостоен от Кралския дом с титлата „Кавалер на Ордена на Короната на Италия“. В знак на признателност писателят й изпраща първото копие от всяка своя творба. Икономическото му положение обаче не се подобрява. От 1903 г., когато съпругата му започва да проявява признаци на лудост, дълговете му се множат, за да може да плаща за лечението й. През 1910 г. психичното здраве на Ида се влошава още повече и тя е принудена да влезе в психиатрична болница.
В живота си Салгари е „виртуален пътешественик“: пътува много малко, но поглъща атласи и речници, благодарение на което измисля повече от 1300 героя, базирайки всяка своя книга на щателни прозрения и влизайки в конфликт с издателите от онова време поради сериозни икономически проблеми.

### Влошаване и смърт
Работните договори задължават Салгари да пише три книги годишно и за да поддържа този ритъм, той е принуден да пише по три страници на ден. Поради стрес той пуши по сто цигари на ден и пие чаша след чаша вино Марсала. В същото време ръководи периодично издание за пътувания. Повече от проблема с недостатъчното възнаграждение, пропорционално на обема на работата, неговата неврастения се дължи главно на преумората му. Той не само не печели, но дори не е приеман от тогавашните литературни кръгове и това е финален удар по достойнството му. Нервите му не издържат. Към това се добавя и носталгията по жена му, хоспитализирана месеци наред в психиатрична болница. Стресиран и унизен, той е оставен сам с деца, които трябва да гледа. Изпадащ във все по-голяма депресия, през 1909 г. той прави опит за самоубийство за първи път, хвърляйки се върху меч, но е спасен навреме от дъщеря си Фатима. Той нанася доста дълбока рана в лявата страна на торса си, но мечът се плъзва под кожата, без да навлезе в дълбочина. През декември 1910 г. дава последното си интервю – на журналиста Антонио Касули, кореспондент на неаполитанския вестник „Матино“, който години по-късно заявява, че е усетил в дома му тъжна и меланхолична атмосфера.
Писателят решава да опита отново да сложи край на живота си сутринта на вторник, 25 април 1911 г. Той оставя три известни писма на масата, адресирани до децата му, до редакторите на вестници и до неговите издатели. Изглежда, че има 13 писма и получателите на другите писма първо отричат и след това потвърждават, че те съществуват, но съдържанието им остава неизвестно. Той пише на издателите: „на вас, които забогатяхте върху кожата ми. Поздравявам ви, като счупвам писалката“. На децата си обяснява, че лудостта на майка им е изсмукала всичките му сили и е погълнала сърцето му.
Той напуска дома си, като взима обичайния трамвай с бръснач в джоба. В писмото до децата си писателят ги информира къде да намерят тялото му – в едно от деретата на гората на Вал Сан Мартино, над малката църква „Мадона дел Пилоне“ – хълмистата местност с изглед към бул. „Казале“ в Торино, където семейството ходи на пикник. Тялото на 48-годишния писател е намерено не от децата му, а от 26-годишната Луиджа Куирико, отишла в гората да събира дърва. То е жестоко разрязано по гърлото и корема и той все още стиска бръснача в ръката си. Салгари се самоубива, както един от неговите герои може да се самоубие – с харакири, с очи, обърнати към изгряващото слънце.
Погребението му се състои в Парка „Валентино“, но остава незабелязано, тъй като в онези дни Торино е зает с откриването на предстоящата Международна изложба за 50-годишнината от Обединението на Италия. Неговият гроб, снабден с посвещение, незабавно е преместен в пантеона на Монументалното гробище на Верона.
Астероидът 1998 UC23 е наречен 27094 Salgari. През 2011 г. италианската авиокопмания Алиталия посвещава на писателя един от своите Еърбъсове A320-216 (EI-DSF).

### Наследници
Впоследствие още трагедии засягат семейството на Салгари. През 1914 г. дъщеря му Фатима, едва 24-годишна, става жертва на туберкулоза. Съпругата му Ида прекарва живота си в психиатрична болница, болна от рак, от която излиза ден преди смъртта си през 1922 г. През 1931 г. се самоубива синът му Ромеро, след като прави опит за убийство на жена си, брат ѝ и сина си Мимо. През 1936 г. синът на Салгари Надир, лейтенант от запаса от Кралската армия, губи живота си от рани вследствие на трагичен инцидент с мотоциклет. Интервю от 1957 г. с най-малкия му жив син Омар разказва пред камерите на Rai за живота на баща му. Омар на свой ред публикува приключенски романи и се самоубива, като скача от втория етаж на апартамента си в квартал „Сан Донато“ в Торино на 5 ноември 1963 г. Последният потомък на писателя, правнукът му Ромеро младши Салгари (1959 – 2022), син на Мимо, става известен в новините, защото през 1984 г. в градчето Монта намушква до смърт 72-годишна пенсионерка поради тривиално порицание. Действието му е последвано от опит за самоубийство. Признат за психично болен, той е освободен и настанен в психиатрично заведение, след което се посвещава заедно със сестра си на популяризиране на делото на Салгари.

## Салгари като писател
Най-голяма е популярността на писателя в Италия, Испания и Португалия. Италианската писателка Грация Деледа твърди, че едно от постоянните му определения в литературните среди е „италианският Жул Верн“. В англоезичните страни популярността му е по-малка.
Салгари дължи популярността си на впечатляваща  продукция с осемдесет творби (повече от двеста, ако се вземат предвид и разказите му), разделени в различни приключенски цикли, които изграждат различни наративни вселени и безброй герои (включително някои с голям успех, като Сандокан, Янец де Гомера и Черният корсар), всички оригинални творения на писателя, с изключение на един случай. Романът от 1896 г. (преиздаден в том през 1911 г.) I predoni del gran deserto всъщност е написан като продължение на чужда творба (Vita eccentrica от Винченцина Джирарди Фабиани). Като цяло героите на Салгари са поставени в точен исторически контекст; реконструкцията на информация относно институционалните събития на страните, които той описва, не се ограничава напр. до фигурата на Джеймс Брук, белия раджа на Саравак.
Сериозните проучвания, проведени от нидерландската историчка Бианка Мария Герлих (чиито трудове са публикувани от авторитетни научни списания като Archipel в Нидерландия и Oriente Moderno в Италия) всъщност правят възможно реконструирането на прочетените исторически и географски източници четени и използвани в библиотеките от Салгари.
Самият Салгари публикува множество произведения под различни псевдоними, воден от различни мотиви, най-известният от които е неотложната необходимост да се заобиколи договорната клауза за изключителност, която го държи обвързан с изд. „Донат“. Въпреки това за самото издателство той публикува, под псевдонима „Енрико Бертолини“, три романа, както и няколко разказа и текстове от различен вид; в този случай това е използвана предпазна мярка, когато, притиснат от договори и крайни срокове, писателят използва повече от необходимото елементи, взети от произведения на други писатели (както в случая с „Пещерите на съкровищата“ – свободна версия на романа „Рудниците на цар Соломон“ от Хенри Райдър Хагард).
Салгари също е цитиран като един от основните предшественици на научната фантастика в Италия. Въпреки че по това време той е определян като „италианския Жул Верн“, в действителност той, според Джанфранко де Турис, „не е бил много надарен за футуристични спекулации и рядко е включвал устройства и машини, които надхвърлят технологията на времето". Най-забележителното изключение е неговият роман Le meraviglie del duemila (1907), считан за най-важния текст на италианската „протонаука“. Този роман, чието действие се развива в бъдещето, първоначално публикуван през 1907 г. с изд. „Бемпорад“ и подписан поради договорни причини с псевдонима „Гуидо Алтиери“, по-късно е разширен и преиздаден с името на Салгари за изд. „Донат“. Другите произведения на Салгари никога не се развиват извън неговото време, въпреки че в различни други негови романи има идеи за научна фантастика по маниер на Жул Верн.

## Творчество

### Цикъл „Малайски пирати“ (I pirati della Malesia)
1. Le Tigri di Mompracem (1900), изд. за пръв път на части като La tigre della Malesia (1883-1884)
Последната битка на Сандокан, изд. „Отечество“ (1983, 1987)
Сиамският тигър, изд. „Маг-77“ (1991)
2. I misteri della jungla nera (1895), изд. за пръв път на части като Gli strangolatori del Gange (1887) и като Gli amori di un selvaggio (1893-1894)
Тайната на Черната джунгла, изд. „Отечество“ (1983, 1987)
3. I pirati della Malesia (1896), изд. за пръв път на части като La Vergine della pagoda d'oriente (1891)
Малайските пирати, изд. „Тера плюс“ (2003)
4. Le due Tigri (1904)
Двата тигъра, изд. „Маг-77“ (1992), изд. „Тренев & Тренев“ (1992, заедно с Тайното съкровище)
Сандокан срещу Тигъра на Индия, изд. „Тера плюс“ (2005)
5. Il re del Mare (1906)
Владетелят на океана, изд. „Тренев и Тренев“ (1991) и в: Сандокан - Страшилището на южните морета, Световна библиотека (1994) ISBN 954-8735-02-4; Господарят на моретата, изд. „Маг-77“ (1992)
6. Alla conquista di un impero (1907)'
7. Sandokan alla riscossa (1907)
8. La riconquista del Mompracem (1908)
9. Il Bramino dell'Assam (1911)
10. La caduta di un impero (1911), посмъртно
11. La rivincita di Yanez (1913), посмъртно

### Цикъл „Антилски пирати“ (Corsari delle Antille)
1. Il Corsaro Nero (1898)
Черният корсар, изд. „Отечество“ (1981); изд. „Параф“ (1992)
2. La regina dei Caraibi (1901)
Кралицата на Карибско море, изд. „Тера плюс“, 2004
3. Jolanda, la figlia del Corsaro Nero (1905)
Дъщерята на Черния пират, изд.  „Маг-77“ (1992)
4. Il figlio del Corsaro Rosso (1908)
Синът на червения пират (1946); Синът на червения корсар, изд. „Орион“ (1996)
5. Gli ultimi filibustieri (1908)
Последните филибустери, изд. „Г. Бакалов: (1984); изд. „Андина“ (1991)

### Цикъл „Бермудски пирати“ (Corsari delle Bermude)
1. I corsari delle Bermude (1909)
Бермудските пирати, изд. „Ерове“ (2023)
2. La crociera della Tuonante (1910)
3. Straordinarie avventure di Testa di Pietra (1915), посмъртно
Борба въ океана, изд. Звезда (1941); Битка в океана, изд. „Маг-77“ (1991); Невероятните приключения на Каменна глава, изд. „Ерове“ (2023)

### Цикъл „Приключения из Дивия Запад“ (Ciclo del Far West)
1. Sulle frontiere del Far-West (1908)
По границите на Далечния запад, изд. „Отечество“ (1983, 1986)
2. La scotennatrice (1909)
Последна борба, изд. „Тренев & Тренев“ (1992) и в. Огнени гори, изд. „Маг-77“ (1991)
3. Le selve ardenti (1910)
Огнени гори, изд. „Будилник“ (1991), изд. „Маг-77“ (1991) (в три тома: 1. Смъртни врагове 2. Борба за скалпове 3. Последна борба), изд. „Световна библиотека“ (2000)

### Второстепенни поредици

#### Цикъл „Двамата моряци“ (I due marinai)
- Il Tesoro del Presidente del Paraguay (1894)
- Il Continente Misterioso (1894)

#### Цикъл „Цветето на перлите“ (Il Fiore delle perle)
- Le stragi delle Filippine (1897)
- Il Fiore delle Perle (1901)

#### Цикъл „Деца на въздуха“ (I figli dell'aria)
- I Figli dell'Aria (1904)
- Il Re dell'Aria (1907)

#### Цикъл „Капитан Темпеста“ (Capitan Tempesta)
- Capitan Tempesta (1905)
Капитан Темпеста, изд. „Маг-77“ (1991)
- Il Leone di Damasco (1910)
Дамаския лъв, изд. „Маг-77“ (1991)

#### Африкански приключения (Avventure africane)
- La favorita del Mahdi, 1887
- I drammi della schiavitù, 1896
- La Costa d'Avorio, 1898
- Le caverne dei diamanti, 1899 (свободен превод на романа „Цар Соломон“ на Хенри Райдър Хагард)
„Пещерите на съкровищата, в: Гората на засадите, изд. „Детелина 6“ (1992)
- Avventure straordinarie d'un marinaio in Africa, 1899, псевдоним: Е. Бертолини
- La montagna d'oro. Avventure nell'Africa centrale, 1901 (също Il treno volante, 1926), псевдоним: Гуидо Алтиери
- La giraffa bianca, 1902. Псевдоним: Дж.
- I predoni del Sahara, 1903
- Le pantere di Algeri, 1903
Алжирските пантери, изд. „Нашите времена“ (1946); Военно издателство (1947); изд. „Паралакс“ (1991)
- Sull'Atlante, 1907
- I briganti del Riff, 1911
- I predoni del gran deserto,1896

#### Приключения в Русия (Avventure in Russia)
- Gli orrori della Siberia, 1900
- Le Aquile della steppa, 1907

#### Приключения в Индия (Avventure in India)
- Il capitano della Djumna, 1897
- La montagna di luce, 1902
- La Perla Sanguinosa, 1905

#### Приключения в Персия (Avventure in Persia)
- Il re della montagna. Romanzo persiano, 1895

#### Исторически романи
- Le figlie dei Faraoni, 1905
Тронът на фараона, изд. „Калем 90“ (1991), изд. „Маг-77“ (1995)
- Cartagine in fiamme, 1908
Картаген в пламъци, изд. „Тренев & Тренев“ (1991); Последните дни на Картаген, изд. „Лакрима“ (1991)

#### Романи от Ориента
- La scimitarra di Budda, 1892
- I naufragatori dell'Oregon, 1896
- Le stragi della China. Grande romanzo di avventure nell'estremo Oriente, псевдоним: Гуидо Алтиери, 1901. После Il sotterraneo della morte, 1902
Подземието на смъртта, изд. „Маг-77“ (1991)
- Sul mare delle perle. Il marajah di Jafnapatam, като Дж. Ландучи, 1903
Ловци на бисери, изд. „Абагар Евразия“ (1992)
- La città del re lebbroso, 1904
„Градът на прокажения крал“, в: Градът на прокажения крал, изд. „Лакрима“ (1992), повест
- La gemma del fiume rosso, като Дж. Ландучи, 1904
- L'eroina di Port Arthur. Avventure russo-giapponesi, като Гуидо Алтиери, 1904. (известен и като La naufragatrice, 1924)

#### Романи от Океания
- I pescatori di trepang, 1896
- I Robinson italiani, 1896
- Il tesoro della Montagna Azzurra, 1907
Съкровището на сините планини, изд. „Култура“ (1948), изд. „Маг-77“ (1992)

#### Морски романи
- I pescatori di balene, 1894
- Un dramma nell'Oceano Pacifico, 1895
- Attraverso l'Atlantico in pallone, 1896
- Gli scorridori del mare, 1900, псевдоним: Ромеро
- I solitari dell'Oceano, 1904

#### Романи от Дивия Запад
- Il re della prateria, 1896.
Царят на прерията, изд. „Маг - 77“ (1991) – в два тома (т. 1 Царят на прерията 2. В прерията на апахите)
- Il figlio del cacciatore d'orsi, като A. Пермини,  1899
- Avventure fra le pelli-rosse, come Дж. Ландучи, 1900
В прерията на апахите, изд. „Маг - 77“ (1991)
- I minatori dell'Alaska, 1900
Златото на Аляска, изд. „Едем 21“ (1992)
- La Sovrana del Campo d'Oro, 1905

#### Романи сред ледовете
- Al Polo Australe in velocipede, 1896
- Nel paese dei ghiacci, 1896. Включва повестите I naufraghi dello Spitzberg („Корабокрушенците от Шпицберген“, в: Борба на борда, изд „Тренев & Тренев“ (1992), повест) и I cacciatori di foche della Baia di Baffin
- Al Polo Nord, 1898
- La "Stella polare" e il suo viaggio avventuroso, 1901 (познат и като Verso l'Artide con la Stella Polare, 1929)
- La Stella dell'Araucania, 1906
- Una sfida al Polo, 1909

#### Романи от Америките
- I naufraghi del Poplador, 1895
- La città dell'oro, 1898
- La capitana del Yucatan, 1899
- L'uomo di fuoco, 1904
Огненият човек, изд. „Маг-77“ (1992)
- Duemila leghe sotto l'America, 1888; преработено и допълнено издание като Il tesoro misterioso, 1907
Тайното съкровище, изд. „Маг-77“ (1992), изд. „Тренев & Тренев“ (1992, заедно с Двата тигъра), повест

#### Романи в Италия
- I naviganti della Meloria, като Е. Бертолини, 1902

#### Научна фантастика
- Le meraviglie del Duemila (1907)

### Други
- La rosa del Dong-Giang (1897) (известен също като Tay-See), роман
- La Bohème italiana. Una vendetta malese (1909) – автобиография
- I selvaggi della Paupasia (1883), повест
Пленниците на пампасите, изд. „Маг-77“ (1992)
- Lo schiavo di Madagascar (1920) – посмъртен роман, базиран на сюжет, оставен от автора и публикуван от Надир Салгари през 1950 г.
Робът от Мадагаскар, изд. „Маг-77“ (1992)
- Авантюристи, изд. „Гуторанов и син“ (1992). ISBN 9545300132
- „По суша и море“, в: Гората на засадите, изд. „Детелина 6“ (1992), повест
- Капитан Жилдиац, изд. „Маг-77“ (1992)
- Пиратите на пустинята; Отец Креспел в Лабрадор, изд. „Маг-77“ (1995)
- Човекоядците в Тихия океан, изд. „Маг-77“ (1991)
- Съкровището на инките, изд. „Маг-77“ (1991)
- Последният пират. Корабокрушение във Флорида, изд. „Маг-77“ (1991)
- Смарагдът от Цейлон, изд. „Жеко Маринов“ (1940), изд. „Маг-77“ (1992)
- Скалпировачът Утагори, изд. „Маг-77“ (1992)
- Годеницата на бермудския корсар, изд. „Робинзон“ (1996)
- Изчезналият кораб, изд. „Световна библиотека“ (1996)
- Гръмотвержецът кръстосва морето, изд. „Ерове“ (2023)
- Ягуарът на Мато Гросо, изд. Албатрос“ (1995)
- Царят на човекоядците, изд. „Ж. Маринов“ (1941), изд. „Пан“ (1992), повест

### Сборници
- Le novelle marinaresche di Mastro Catrame (1894) –  разкази
- Le grandi pesche nei Мari Аustrali (1904) – 4 разказа (Le grandi pesche nei mari australi; Un’avventura nelle pampas; Una caccia sulle montagne rocciose; Le avventure del padre Crespel nel Labrador („Отец Креспел в Лабрадор“, в: Борба на борда, изд. „Тренев & Тренев“ (1992), новела))
- Piccole avventure di terra e di mare (1905) – 13 разказа, 7 от които – и в I racconti della Bibliotechina Aurea Illustrata (1901/1906). С псевдонима „Кап. Гуидо Алтиери“
- Storie rosse (1910) (2005) – 15 глави от 15 романа
- I racconti della Bibliotechina Aurea Illustrata (1901/1906) – 67 разказа, публикувани под псевдонима „Кап.  Гуидо Алтиери“ за поредицата Bibliotechina Aurea Illustrata, изд. „Салваторе Биондо“
- Vascello maledetto (1909) – 17 разказа (13 от Le novelle marinaresche di Mastro Catrame (1894) и 4 от Le grandi pesche dei Mari Australi (1904))
- L'ultimo corsaro (1934) – 16 разказа, 8 от които – на Салгари.
- I racconti di avventure (1935 – 1941) – 96 разказа, от които 66 от поредицата Bibliotechina Aurea Illustrata (1901/1906)
Градът на прокажения крал, изд. „Лакрима“ (1992), съдържа малка част от разказите
- Storie rosse (1954) – 23 разказа
- Avventure di prateria, di jungla e di mare (1971) – разкази. Ново изд. Il mistero della foresta e altri racconti (2002) –  разкази и 5 къси текста
- Racconti avventurosi (1974) – разкази
- Tutti i racconti e le novelle d'avventura (1977) – повести и разкази
- Gli antropofaghi del mare del Corallo (1995) – разкази
- Un'avventura in Siberia (1996) – разкази
- L'isola di fuoco e altre storie di mare (1997) – разкази, вкл. в Bibliotechina Aurea Illustrata (1901/1906)
- Storie di motangna (2001) – разкази
- La stella filante. Alla conquista della luna (2002) – разкази
- Le novelle marinaresche di Mastro Catrame (2002) – повести
- Storie con la maschera (2003) – разкази и кратки текстове (вкл. и разказа Il castello degli spiriti, Замъкът на духовете, изд. „Ж. Маринов“ (1938), изд. „Пан“ (1992))
- Per terra e per mare (2004) – разкази  (вкл. и разказа Il castello degli spiriti, Замъкът на духовете, изд. „Ж. Маринов“ (1938), изд. „Пан“ (1992))
- La Nave Fantasma (2006) – разкази
- I Racconti del Capitano (2006) – разкази
- I predoni (2007) – разкази
- Schiavi e schiavisti (2007) – разкази
- I misteri dell'India (2008) – разкази

### Разкази
- Alla conquista della luna
- Avventure del Padre Crespel nel Labrador
- Fra gli Indiani del Rio Vermejo
- Fra gli Indiani del Far West
- Fra gl'indiani
- Fra i ghiacci del Polo Artico
- Fra le Pelli Rosse
- Gli antropofagi del deserto di pietre
- Gli antropofagi del Mare del Corallo
- Gli orrori della fame nell'India
- Gli schiavi gialli
- I banditi della Manciuria
- I cacciatori di lupi
- I drammi del mare
- I filibustieri del Golfo del Messico
- I giardini dei mari
- I giganti dell'America del Sud
- I lottatori giapponesi
- I moderni Robinson
- I naufragatori del Canada
- I nidi che si mangiano
- I pescatori dell stretto di Behering
- I pescatori di merluzzi
- I pirati del Riff
- I polpi giganti
- I Robinson del Golfo del Messico
- I selvaggi della Papuasia
- Il baleniere
- Il bisonte nero
- Il boa delle caverne
- Il brick del diavolo
- Il brick maledetto
- Il cacciatore di caimani
- Il calcio al pescecane
- Il castello degli spiriti
Замъкът на духовете, в: Градът на прокажения крал, изд. „Лакрима“ (1992)
- Il cimitero galleggiante
- Il corsaro del Fiume Rosso
- Il deserto di ghiaccio
Ледената пустиня, в: Градът на прокажения крал, изд. „Лакрима“ (1992)
- Il fanciullo rapito
Откраднатото момче, в: Градът на прокажения крал, изд. „Лакрима“ (1992)
- Il faro di Dhoriol
Дориолският фар, в: Градът на прокажения крал, изд. „Лакрима“ (1992)
- Il figlio del naufragio
- Il Mocassino Sanguinoso
- Il naufragio della Dordogna
- Il naufragio dell'Alabama
- Il naufragio dell'Hansa
Корабокрушенците от Ханза, в: Градът на прокажения крал, изд. „Лакрима“ (1992)
- Il negriero
- Il paria del Guzerate
- Il pazzo del faro
- Il piccolo esploratore
- Il piccolo guerriero del Transwaal
- Il ponte maledetto
- Il Raja di Bitor
- Il Re degli Antropofagi
- Il Re dei Re
- Il re di Tikuno
- Il tamburino giapponese
- Il tesoro della caverna d'Ellora
- Il vampiro della foresta
Горският вампир, в: Градът на прокажения крал, изд. „Лакрима“ (1992)
- Il vascello della morte
Прокълнатият кораб, в: Градът на прокажения крал, изд. „Лакрима“ (1992)
- Il vascello fantasma
- In mezzo all'Atlantico
- Inghiottiti dal Maelstrom
- La barriera di fuoco
- La capitana della Columbia
- La carestia nell'India
- La corriera della California
Калифорнийска поща, в: Градът на прокажения крал, изд. „Лакрима“ (1992)
- La costruzione delle piramidi
- La Mano Rossa
- La pantera nera
- La pecora bianca di Ibrahim
- La perla nera
- La pesca dei pesci-cani
- La pesca dei tonni
- La pesca delle aringhe
- La pioggia di fuoco
- La rosa del Dong-Giang
- La rupe maledetta
- La spedizione degli elefanti nel delta gangetico
- La Stella degli Afridi
Звездата на афридите, в: Градът на прокажения крал, изд. „Лакрима“ (1992)
- La stella del Sud
- La Stella Filante
- La torre del silenzio
- L'Aquila Bianca
- Le cacce nei mari polari
- Le gheshe giapponesi
- Le grandi cacce nelle Sunderbund indiane
- Le grandi cacce nell'Africa Australe
- Le grandi pesche nei Mari Australi
- Le tigri del mare
- Le tigri di Laparam
- Le valanghe degli Urali
- L'eroe di Karthum
- L'apparizione del naufrago
- L'isola del Diavolo
Дяволският остров, в: Градът на прокажения крал, изд. „Лакрима“ (1992)
- L'isola delle sette città
- L'isola di fuoco
- Lo scheletro della foresta
- Lo schiavo
- Lo schiavo della Somalia
- Lo stagno dei caimani
- Lo stregone della palude nera
- L'orang-uran di Celebes
- L'uomo dei boschi
- Mahur l'incantatore di serpenti
- Mastro Cannone
- Negli abissi dell'oceano
В бездните на океана, в: Градът на прокажения крал, изд. „Лакрима“ (1992)
- Nel paese degli Zulù
- Nel paese dei diamanti
В страната на диамантите, в: Градът на прокажения крал, изд. „Лакрима“ (1992)
- Nel paese dell'oro
- Nel regno delle tenebre
В царството на мрака, в: Градът на прокажения крал, изд. „Лакрима“ (1992)
- Nella pampa
- Nella pampa argentina
- Nelle foreste vergini
- Nell'isola delle scimmie
- Perduta fra le solitudini dell'Amazzoni
- Perduti tra i ghiacci del Polo
- Re David I
- Sacrifizi indiani
- Solano Lopez
- Sul lago
- Sulla Costa d'Oro
Златният бряг, в: Градът на прокажения крал, изд. „Лакрима“ (1992)
- Sulla frontiera albanese
- Sull'Oceano Indiano
- Un dramma in aria
Драма във въздуха, в: Градът на прокажения крал, изд. „Лакрима“ (1992)
- Un dramma in Persia
- Un dramma nel deserto
Драма в пустинята, в: Градът на прокажения крал, изд. „Лакрима“ (1992)
- Un dramma nell'arcipelago greco
- Un dramma sull'Atlantico
- Un eroe del mare
- Un eroe persiano
Персийският герой, в: Градът на прокажения крал, изд. „Лакрима“ (1992)
- Un naufragio nella Florida
- Un terribile naufragio
- Un tragico naufragio
- Una bufera di polvere
- Una caccia ai leoni sull'Atlante
- Una caccia sul Maroni
На лов по река Марони, в: Градът на прокажения крал, изд. „Лакрима“
- Una caccia sulle Montagne Rocciose
- Una strana avventura di caccia
- Una terribile avventura sul Congo
- Una terribile tragedia di mare
- Una vendetta malese
- Un'avventura del Capitano Salgari al Borneo
- Un'avventura in Siberia
- Un'avventura nel Gange
- Un'avventura nelle Pampas
- Vita eccentrica
- Yanko il torpediniere

### Фалшиви произведения
След смъртта на Салгари има голямо разпространение на подражаващи на неговите романи. За да се възползват от популярността му, тези произведения имат на корицата и/или заглавната страница името на Салгари (или на един от неговите синове), последвано от различни формулировки (напр. „посмъртен роман, базиран на сюжета на автора“, „роман, базиран на сюжета на автора, редактиран от Надир/Омар Салгари“ и др.). Първите томове, написани в периода, близък до живота/смъртта на Салгари, по някакъв начин все още са подобни на неговия начин на писане или на неговите аргументи, но с течение на времето тази продукция се влошава.
Ренцо Киосо (Renzo Chiosso)
- Le avventure di Simon Wander (1920): преработка на ранен текст от Салгари, първоначално озаглавен Avventure di Simone Wan der Steel nella Nuova Guinea и никога неотпечатан
- Le mie memorie (Le mie Avventure) (1928) – първа чернова, след което текстът е преработен от Джовани Бертинети
- A bordo dell'Italia Una, разказ в приложението към романа I Cacciatori di Foche (1929), на свой ред произволно разделяне на оригиналния салгарски текст Nel Paese dei Ghiacci

Луиджи Мота (Luigi Motta) (вероятно дело на Емилио Морето)
- I Naufraghi dell'Hansa (1921)
- Il Brick del diavolo (1923), сборник с 13 разказа, 12 от които – на Салгари, чието заглавие е произволно променено.(вкл. и разказа Il castello degli spiriti, Замъкът на духовете, изд. „Ж. Маринов“ (1938), изд. „Пан“ (1992))
- Addio Mompracem! (1924)
- I cacciatori del Far-West (1925)
- La Tigre della Malesia (1925)
- Il naufragio della Medusa (1926)
- Lo scettro di Sandokan (1927)
- Sandokan il Rajah della Jungla Nera (1950)
- La Gloria di Yanez (1927)

Джовани Бертинети (Giovanni Bertinetti)
- Lo smeraldo di Ceylon (1928)
- L'eredità del capitano Gildiaz (1928)
- Le avventure del gigante Bardana (1928)
- Il fantasma di Sandokan (1928) – посмъртен роман, базиран на сюжет, оставен от автора, публикуван от Надир Салгари и поставен хронологично след Addio Mompracem! (1928) на Емилио Морето)
Призракът на Сандокан, изд. „Тренев & Тренев (1991) и в: Сандокан - Страшилището на южните морета, изд „Световна библиотека“ (1994)[28]
- Le ultime avventure (gesta) di Sandokan (1928)
- Sandokan nel labirinto infernale (1929)
- Lo schiavo del Madagascar (1929)
- José il peruviano (1919)
- Manoel de la Barrancas (1931)
- Lo scotennatore (1931)
- Song Kai il pescatore (1931)
- La storia di Mago Magon (1938)
- Le nuove mirabolanti avventure di Mago Magon più forte del leon (1939)
- I ribelli della montagna (1940)
- Il vulcano di Sandokan (1945)

Америко Греко (Americo Greco)
- La scimitarra di Khien Lung (1939)
- Il Corsaro Rosso (1941)
- I pirati del Mar Giallo (1943), сборник с разкази
- La figlia del Cacico (1943), също Ariuka (la figlia del Cacico)
- I filibustieri della Tartaruga (1944)
- L'Aquila Bianca (1947)

Марио Казалино (Mario Casalino)
- I Prigionieri delle Pampas (1926)
- I Cannibali dell'Oceano Pacifico (1930)

Ренцо Киарели (Renzo Chiarelli)
- La figlia del Corsaro Verde (1941)

Сандро Касоне (Sandro Cassone)
- Il Corsaro Verde (1942)

Карло Де Матия (Carlo De Mattia)
- Il deserto del ghiaccio (1947)

Куатрини (Quattrini)
- La tigre del Bengala  (1986 - 1894)

Емилио Фанчели (Emilio Fancelli)
- Le pantere di Timor (1860)
- Yanez la tigre bianca
- Mompracem controi i dacoiti (1861)
- Il figlio di Yanez (1880)

Неизвестен автор
- L'ultima tigre (1928), сборник с разкази
- L'ultimo corsaro (1934), сборник с разкази
- Le tigri del Borneo (1943), сборник с разкази
- L'Indiana dei Monti Neri (1941)
- Le ultime imprese del Corsaro Nero (1941)
- La vendetta dei Tughs (1941)
- I Tughs alla riscossa (1942)
- Il segreto del Fakiro (1943)
- Il ritorno delle Tigri di Mompracem (1943)
- Il tesoro della Jungla (1943)
- Sandokan nel cerchio di fuoco (1945)
- Mago Magon batte Belgiglio (1946)
- Mago Magon e la strega del mare (1946)
- Sandokan nella Jungla Nera (1947)
- La Stella del Sud (1947)
- Sandokan contro il Leopardo di Sarawak (1947)
- Hanno rapito Pinocchio (1951)
- Il tesoro del Bengala (1954)
- Morgan il conquistatore di Panama (1959)
- La rivincita di Tremal-Naik
- Il rajah dell'Asam
- Sandokan contro il leopardo di Sarawak

## Филмография
- Il corsaro nero (1921), реж. Витале Де Стефано, по едноименния роман
- Jolanda, la figlia del Corsaro Nero (1921),  реж. Витале Де Стефано, по едноименния роман
- La regina dei Caraibi (1921), реж. Витале Де Стефано, по едноименния роман
- Gli ultimi filibustieri (1921), реж. Витале Де Стефано, по едноименния роман
- Il corsaro rosso (1921), реж. Витале Де Стефано
- Il figlio del Corsaro Rosso (1921), реж. Витале Де Стефано
- Il corsaro nero (1928), реж. Родолфо Феро, незавършен филм, по едноименния роман
- Il corsaro nero (1937), реж. Амлето Палерми, по едноименния роман
- I pirati della Malesia (1941), реж. Енрико Гуацони, по едноименния роман
- La figlia del Corsaro Verde (1941), реж. Енрико Гуацони, по едноименния апокрифен роман на Ренцо Киарели
- Le due tigri (1941), реж. Джорджо Симонели, по едноименния роман
- Capitan Tempesta (1942), реж. Корадо Д'Ерико и Умберто Скарпели, по едноименния роман
- Il leone di Damasco (1942), реж. Корадо Д'Ерико и Енрико Гуацони, по едноименния роман
- I cavalieri del deserto/Gli ultimi tuareg (1942), реж. Освалдо Валенти, незавършен филм
- Gli ultimi filibustieri (1943), реж. Марко Елтер, по едноименния роман
- Il figlio del corsaro rosso (1943), реж. Марко Елтер, по едноименния роман
- El Corsaro Negro (1944), реж. Чано Уруета
- La montagna di luce (1949), късометражен филм, реж. Дино Ризи, по едноименния роман
- La vendetta del corsaro (1951), реж. Примо Дзельо, по „Черният корсар“
- I tre corsari (1952), реж. Марио Солдати, по Il Corsaro verde
- Jolanda, la figlia del Corsaro Nero (1953), реж. Марио Солдати, по едноименния роман
- Il tesoro del Bengala (1953), реж. Джано Вернучо, по Салгари
- I misteri della jungla nera (1954), реж. Джан Паоло Калегари и Ралф Мърфи, по едноименния роман
- La vendetta dei Tughs (1954), реж. Джан Паоло Калегари и Ралф Мърфи, по едноименния роман
- Il figlio del corsaro rosso (1959), реж. Примо Дзельо, по едноименния роман
- Cartagine in fiamme (1959), реж. Кармине Галоне, по едноименния роман
- Morgan il pirata (1960), реж. Примо Дзельо
- Sandokan, la tigre di Mompracem (1963), реж. Умберто Ленци, по „Тигрите от Момпрацем“
- I pirati della Malesia (1964), реж. Умберто Ленци
- Kalì-Yug la dea della vendetta (1963), реж. Марио Камерини, по Салгари
- Il mistero del tempio indiano (1963), реж. Марио Камерини, по Салгари, продължение на предходния
- Sandokan alla riscossa (1964), реж. Луиджи Капуано, по едноименния роман
- Sandokan contro il leopardo di Sarawak (1964), реж. Луиджи Капуано, по едноименния апокрифен роман
- I misteri della giungla nera (1964), реж. Луиджи Капуано, по едноименния роман
- La montagna di luce (1965) или Sandok - La montagna di luce, реж. Умберто Ленци, по едноименния роман
- L'avventuriero della Tortuga (1965), реж. Луиджи Капуано, по едноименния роман
- I predoni del Sahara (1965), реж. Гуидо Малатеста, по едноименния роман
- Le tigri di Mompracem (1970), реж. Марио Секуи, по едноименния роман
- Il Corsaro nero (1971), реж. Лоренцо Джика Пали, по едноименния роман
- Le tigri di Momparcem (1976) – тв сериал по едноименния роман
- Sandokan (1976) - тв сериал в шест епизода, реж. Серджо Солима, по романите от Индом-малтийския цикъл
- Il corsaro nero (1976), реж. Серджо Солима, по Il corsaro nero e La regina dei Caraibi)
- La tigre è ancora viva: Sandokan alla riscossa! (1977), реж. Серджо Солима, по Sandokan alla riscossa
- Il segreto del Sahara (1987) - тв минисериал в четири епизода, реж. Алберто Негрин, по Салгари
- I misteri della giungla nera (1991) - тв минисериал в 3 епизода, реж. Кевин Конър, по едноименния роман
- Sandokan (1992) – тв анимационен сериал, по романите за Сандокан
- Il ritorno di Sandokan (1996) – тв минисериал в 4 епизода, реж. Енцо Дж. Кастелари
- Il Corsaro nero (1998) – детски екшън по едноименния роман
- Sandokan - La tigre della Malesia (1998) – тв анимационен сериал, по „Тигрите от Момпарцем“
- L'elefante bianco, regia di Gianfranco Albano (1998) - тв минисериал в 2 епизода, реж. Джанфранко Албано, по романа „Градът на прокажения крал“
- Jolanda, la figlia del Corsaro Nero – тв анимационен сериал по едноименния роман